# Nipus occiduus
Nipus occiduus – gatunek chrząszcza z rodziny biedronkowatych i podrodziny Microweiseinae.
Gatunek ten opisany został po raz pierwszy w 1970 roku przez Roberta D. Gordona na łamach „The Coleopterists Bulletin”. Jako miejsce typowe wskazano Wasatch w stanie Utah.
Chrząszcz o podługowato-owalnym, wysklepionym, ku tyłowi gwałtownie zwężonym ciele długości od 1,2 do 1,24 mm i szerokości od 0,75 do 0,78 mm. Wierzch ciała ubarwiony jest smoliście z żółtawobrązową przednią krawędzią przedplecza i parą dużych, żółtych lub jasnoczerwonych plam pośrodku pokryw, rozciągających się na od ½ do 2/3 ich długości. Punktowanie wierzchu ciała jest delikatniejsze niż u podobnego N. biplagiatus, a zarys ciała mocniej wyoblony.
Owad nearktyczny, endemiczny dla zachodnich Stanów Zjednoczonych. Zamieszkuje góry. Znany jest z pasma Wasatch w Utah, a także pasm Chiricahua Mountains, Huachucha Mountains, Santa Rita Mountains oraz okolic Oracle i Williams w Arizonie.